# Masmo (metrostation)
Masmo is een metrostation aan de rode route van de metro van Stockholm, op 16,1 kilometer ten zuidwesten van Slussen. Het station wordt bediend door lijn T13. Het ligt in een kunstmatige grot onderaan de helling tussen hier en Vårby gård. In een ruime boog in een tunnel neemt de metro ten oosten van het station een hoogteverschil van 16,2 meter. Aan de westkant van het station is de tunnelmond die direct aansluit op de Albysjöbrug naar Fittja. Deze brug is tevens de gemeentegrens tussen Huddinge en Botkyrka. 
Het station ligt op 11,1 meter boven zeeniveau en tussen de 20 en 45 meter onder de Masmoberg. Het station heeft slechts 1 ingang aan de Solhagavägen. Vanaf hier komen de reizigers via een lange gang bij de lokettenzaal en de poortjes. Achter de poortjes kunnen de reizigers met twee vaste trappen in het midden van het perron en een lift het perron bereiken. Toen het station gebouwd werd zijn ook een liftkoker en een schacht voor roltrappen gebouwd met het oog op een te bouwen wijk boven het station. Deze wijk is niet gebouwd en de liftkoker is met een plaat afgedekt en de schacht is met hekken afgezet. De kleine buurt is nu goed bedeeld met een van de rustigste metrostations van het Stockholmse net.
Het station werd al tijdens de bouw in 1971 voorzien van het kunstwerk Ta ner solen i tunnelbanen (Breng de zon in de metro), bestaande uit beschilderde platen van de kunstenaars Staffan Hallström en Lasse Andréasson. De gemeente Huddinge gaf later opdracht voor "iets stevigs en kleurrijks" op het stationsplein aan architectenbureau Land arkitektur. In 2015 werden hierdoor 40 oranje-rode palen van kunstenaar Andres Kling geplaatst.  

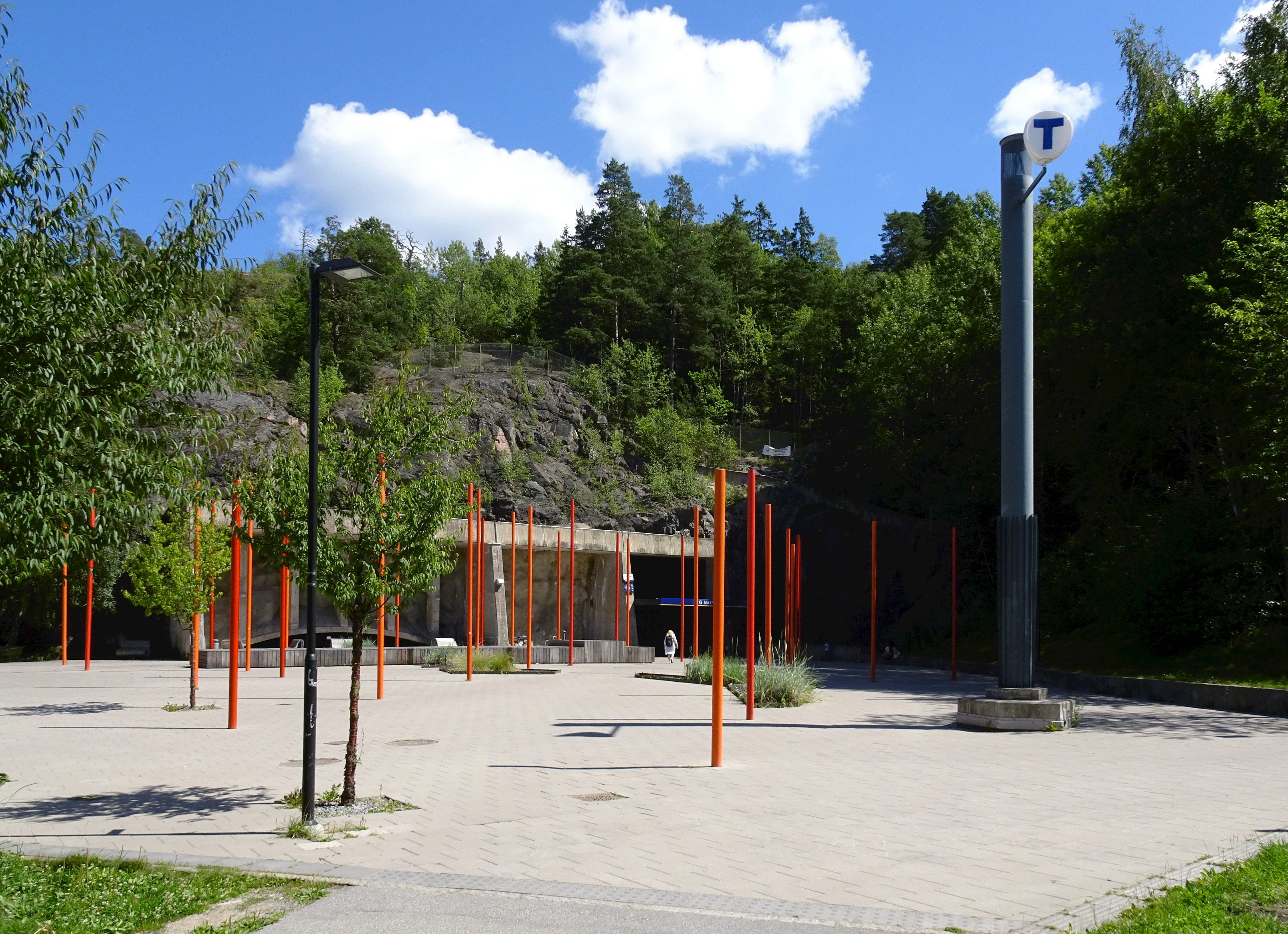
Het stationsplein met de 40 oranje-rode palen.
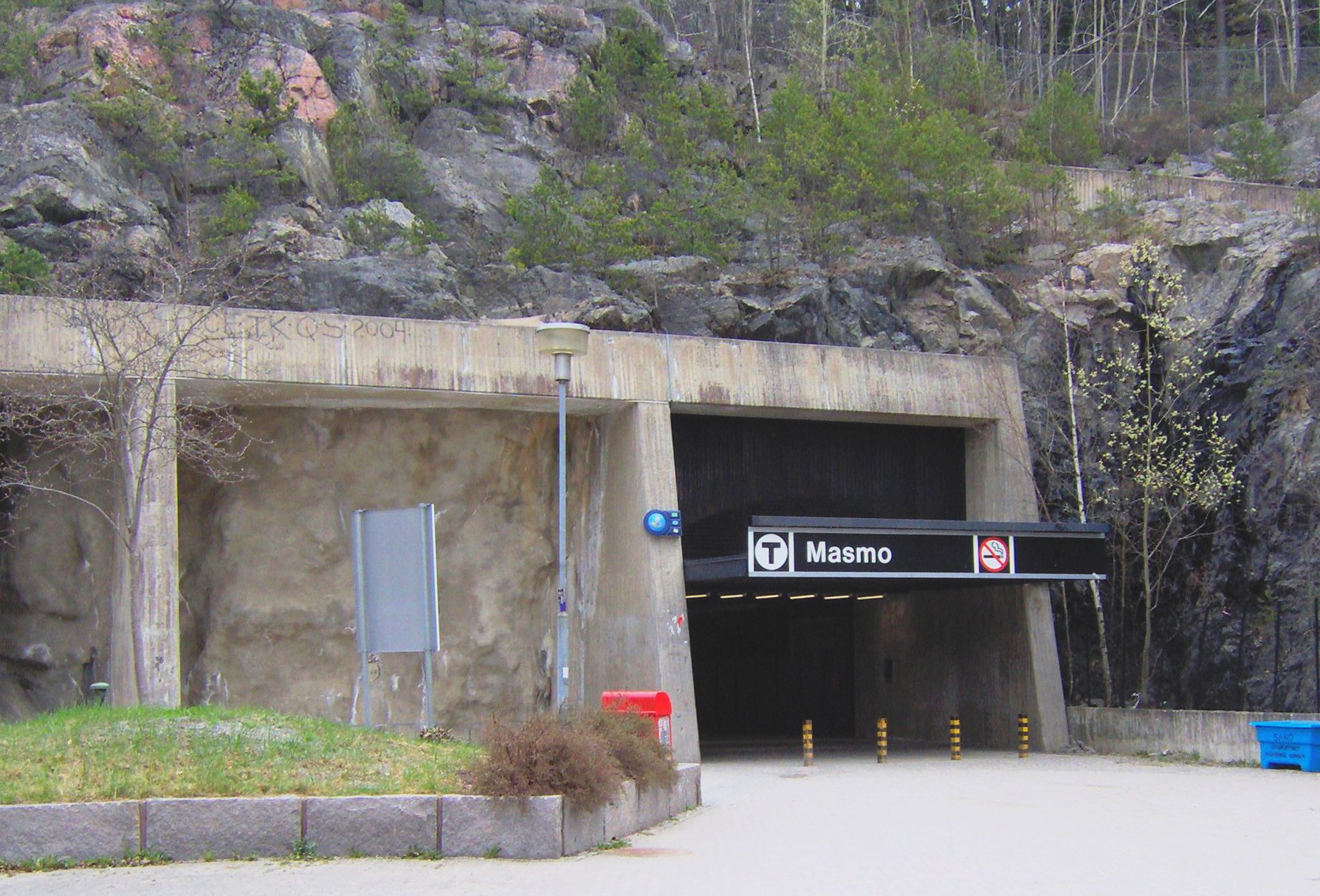
De stationsingang in 2006.
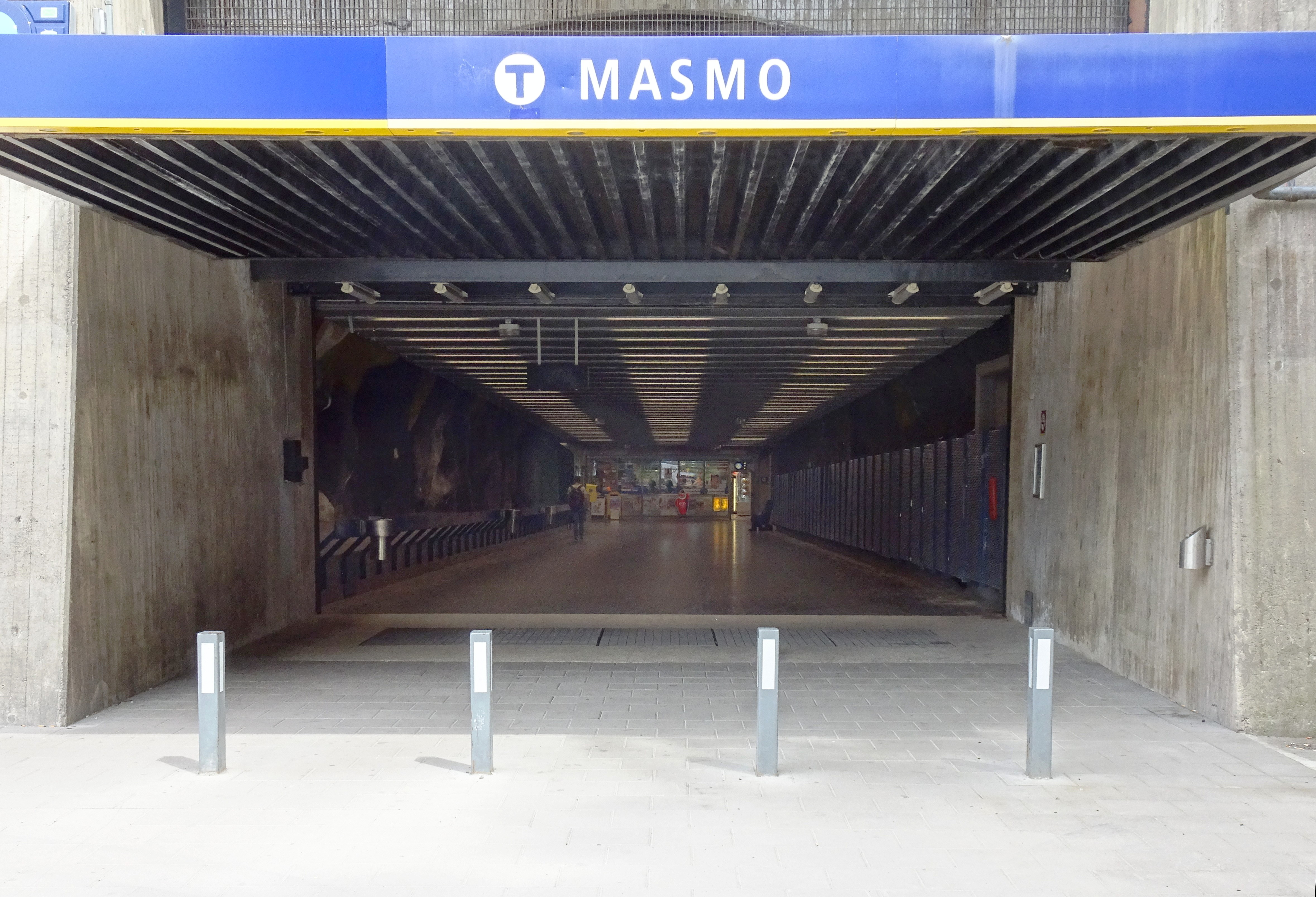
De stationsingang in 2016.
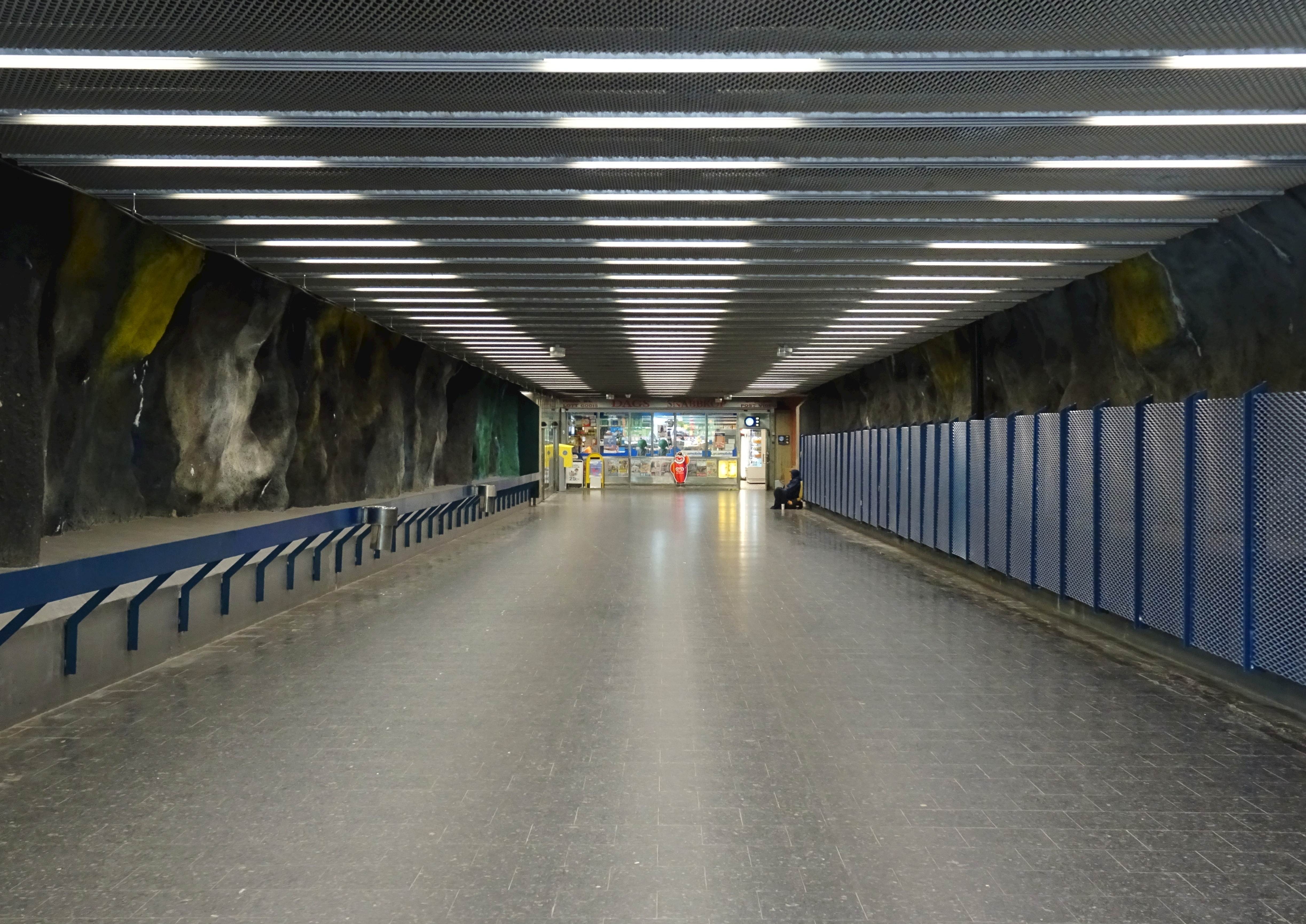
De lange gang naar de loketten.
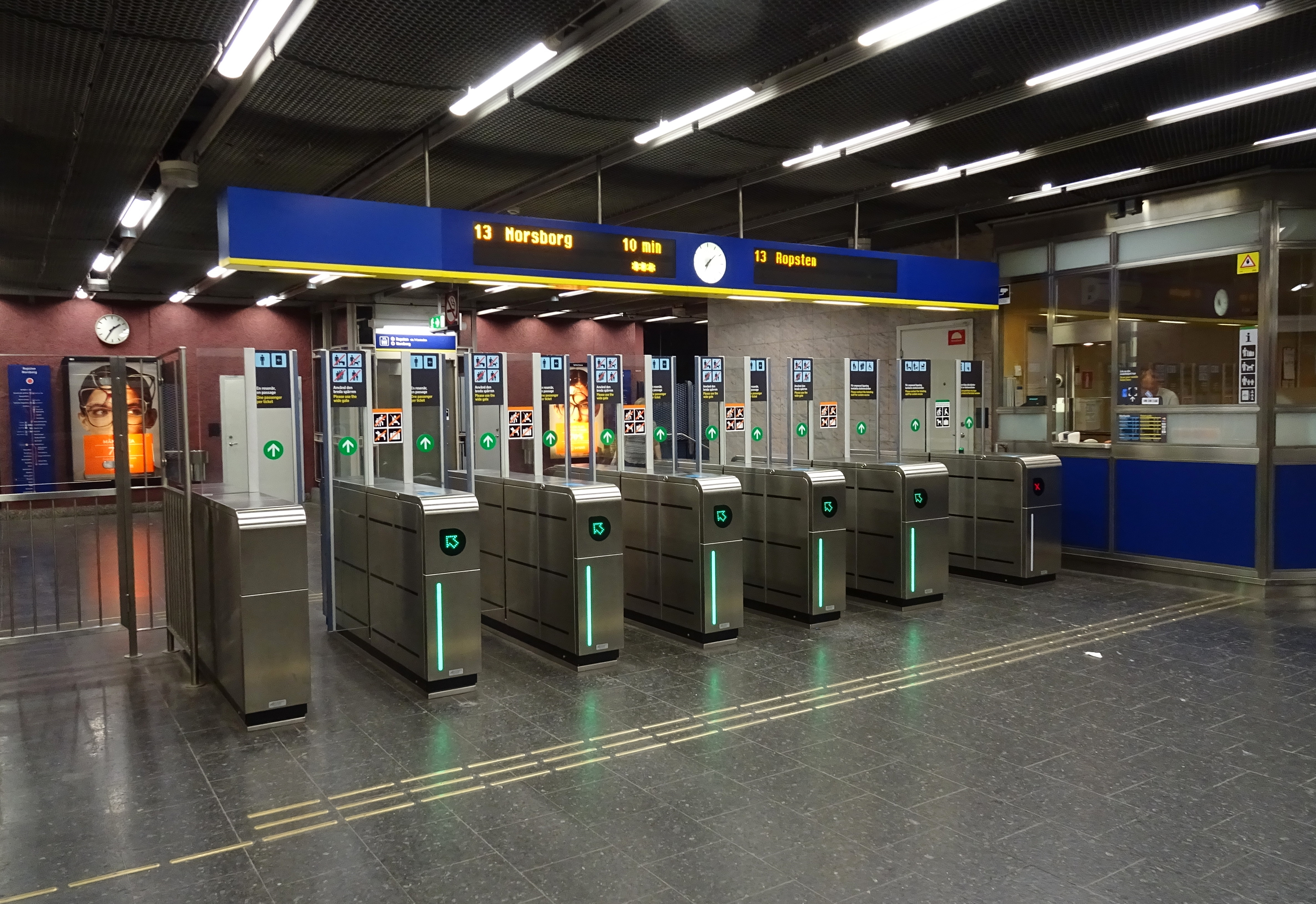
De lokethal met poortjes.
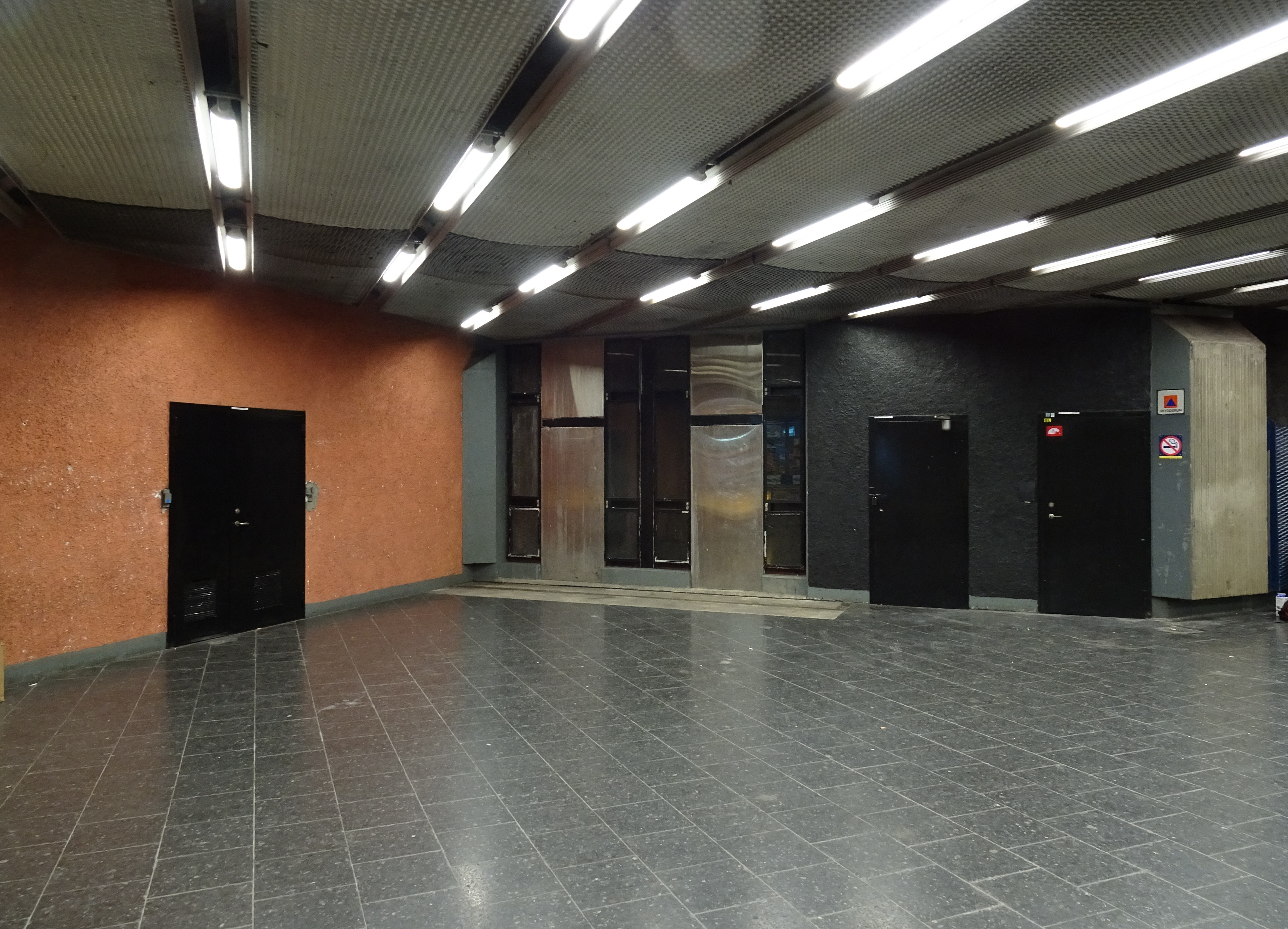
De geplande noordelijke toegang met liftdeuren.
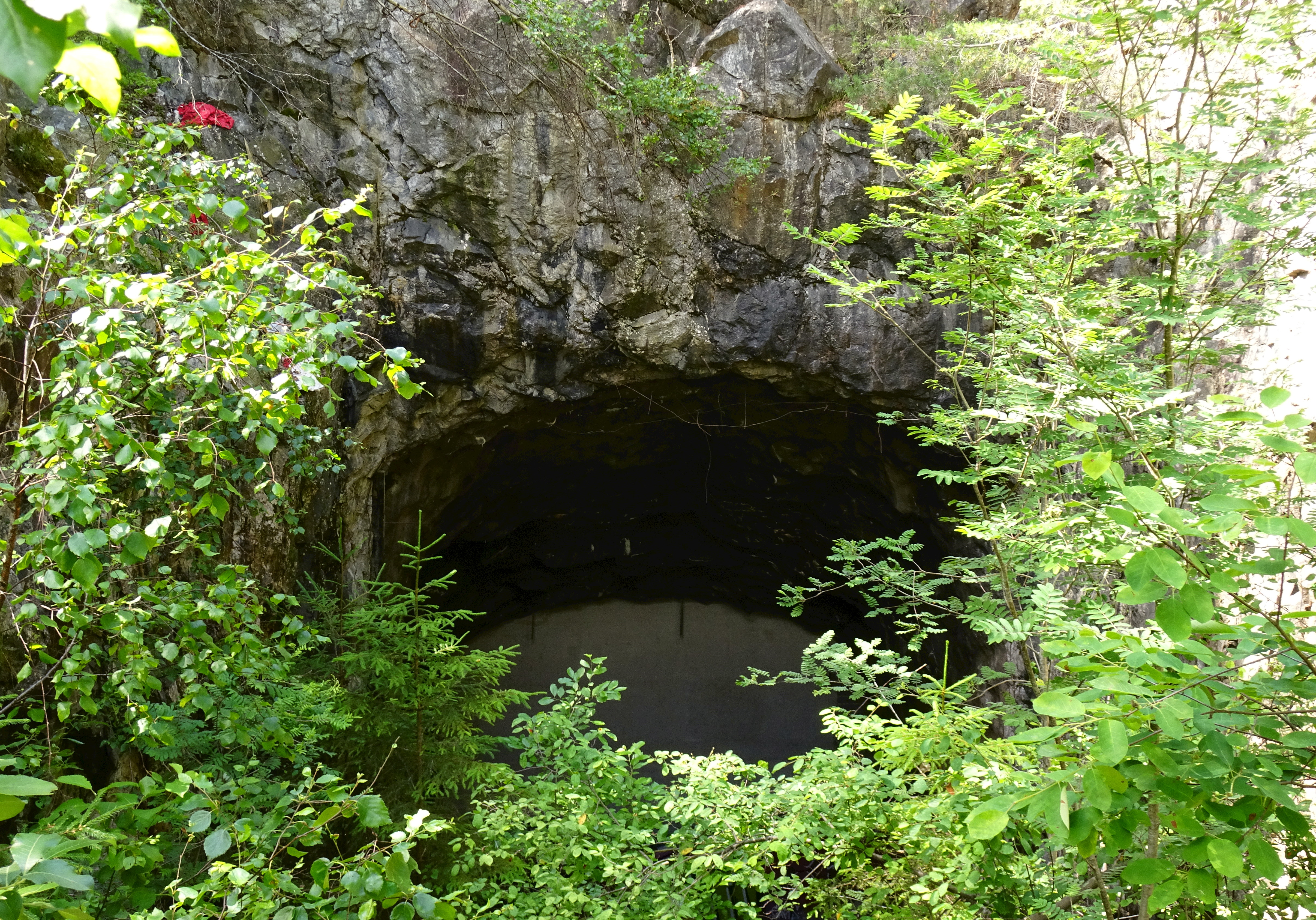
De bovenkant van de geplande noordelijke roltrap op de Masmoberg.
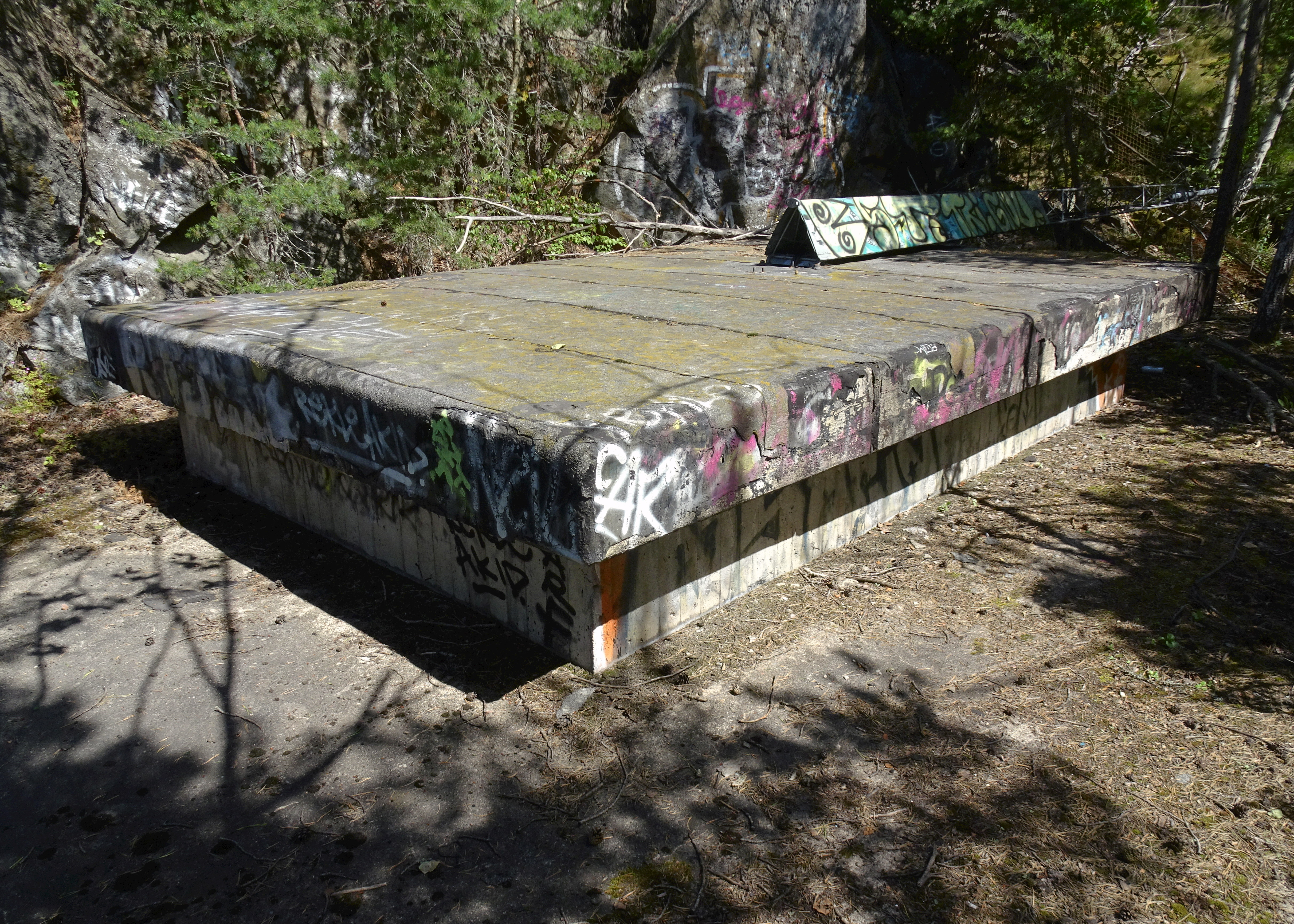
De afgedekte liftkoker van de geplande lift.
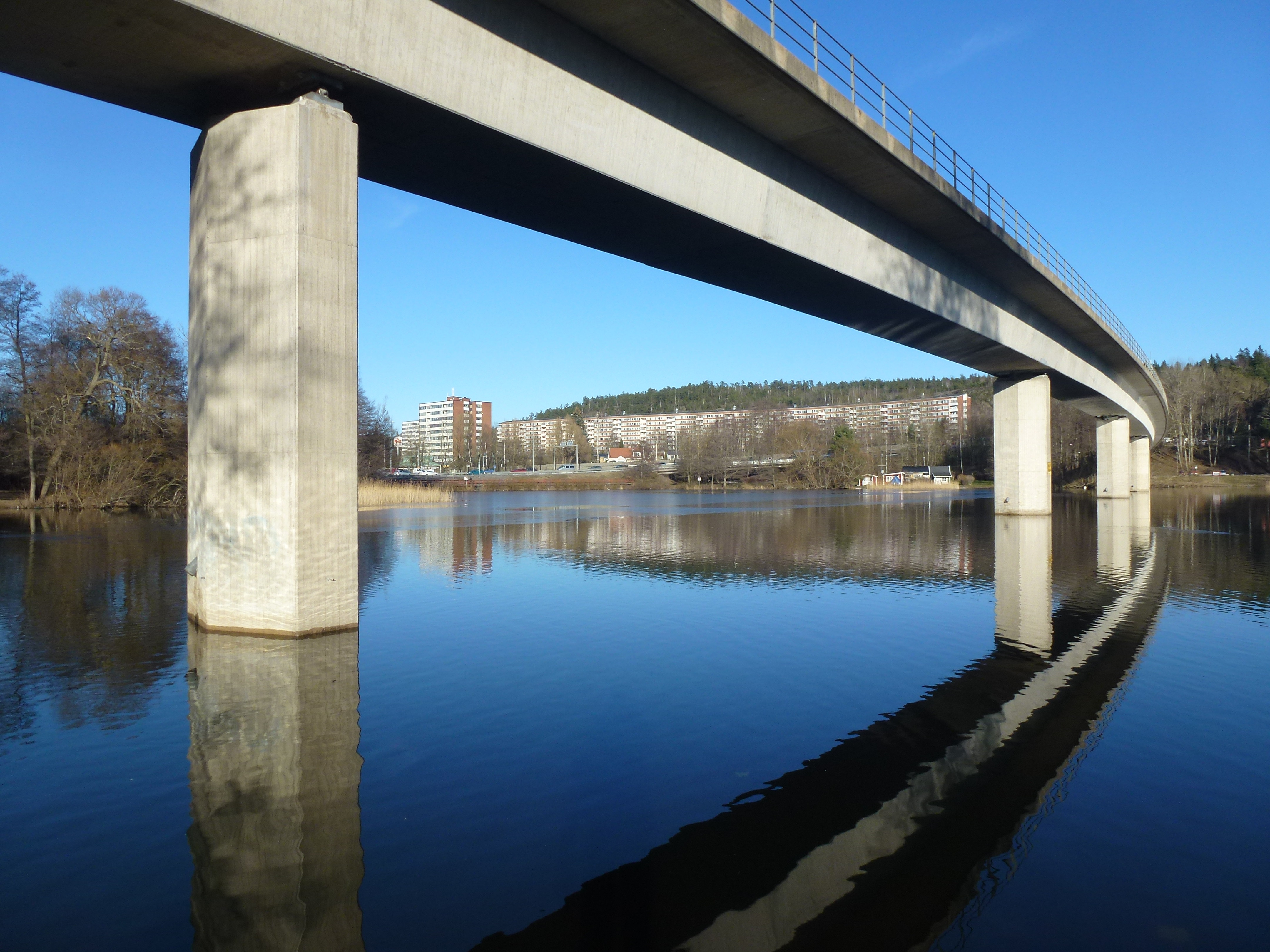
Masmo gezien uit het westen met de Albysjöbrug op de voorgrond

Norsborg ·
Hallunda ·
Alby ·
Fittja ·
Masmo ·
Vårby gård ·
Vårberg ·
Skärholmen ·
Sätra ·
Bredäng ·
Mälarhöjden ·
Axelsberg ·
Örnsberg ·
Aspudden ·
Liljeholmen ·
Hornstull ·
Zinkensdamm ·
Mariatorget ·
Slussen ·
Gamla Stan ·
T-Centralen ·
Östermalmstorg ·
Karlaplan ·
Gärdet ·
Ropsten